# Żarówka (Basses-Carpates)
Pour les articles homonymes, voir Żarówka.
Żarówka est une localité polonaise de la gmina de Radomyśl Wielki, située dans le powiat de Mielec en voïvodie des Basses-Carpates.